# Deudorix epirus
Deudorix epirus är en fjärilsart som beskrevs av Felder 1860. Deudorix epirus ingår i släktet Deudorix och familjen juvelvingar. Inga underarter finns listade i Catalogue of Life.

## Bildgalleri

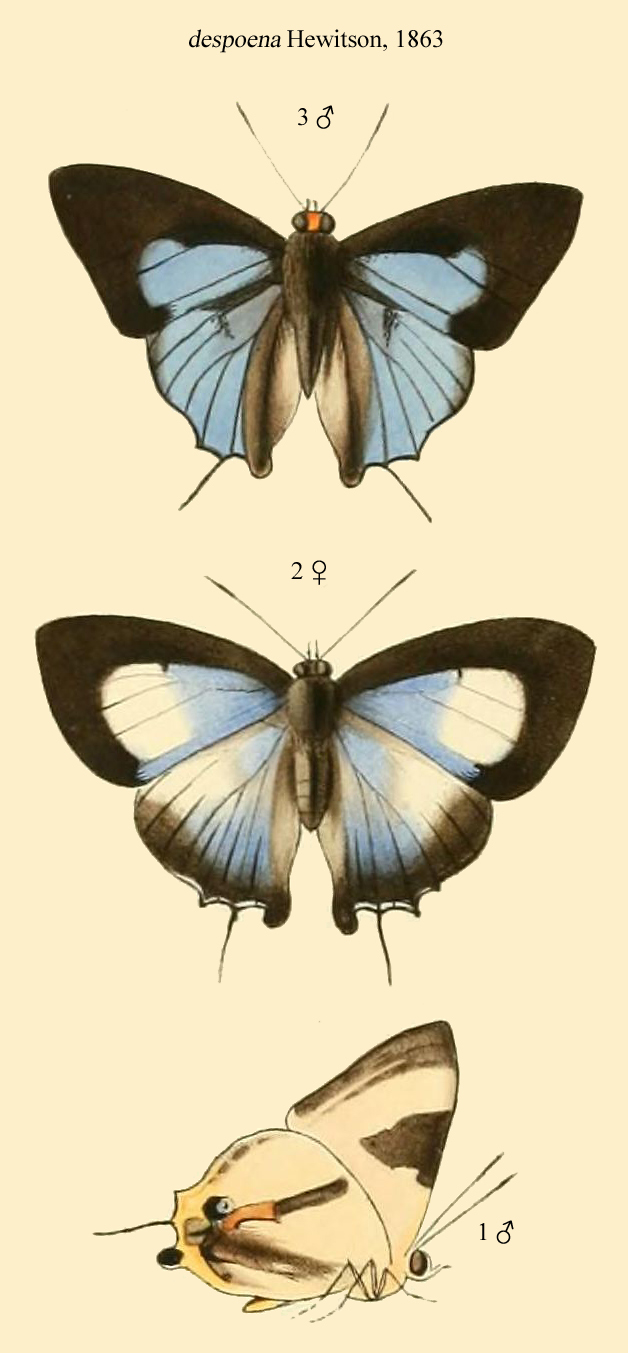
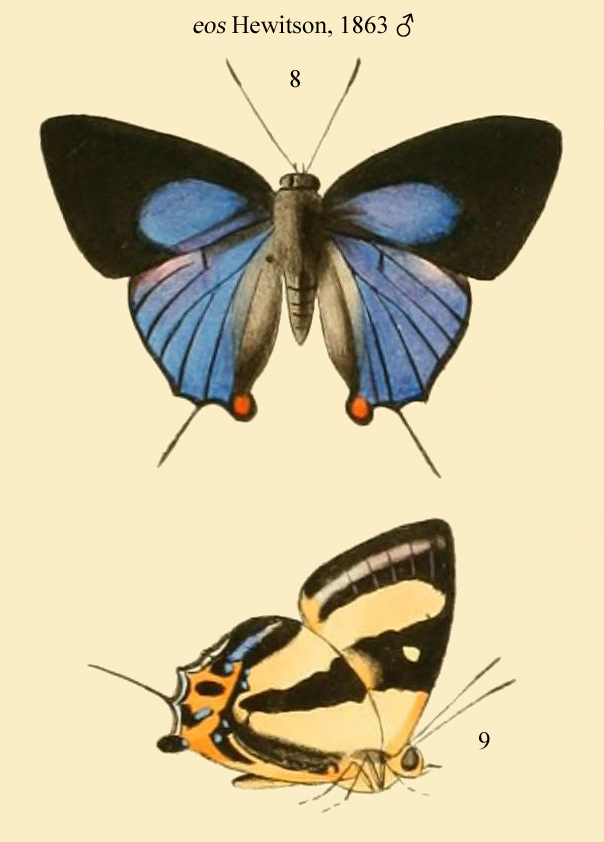
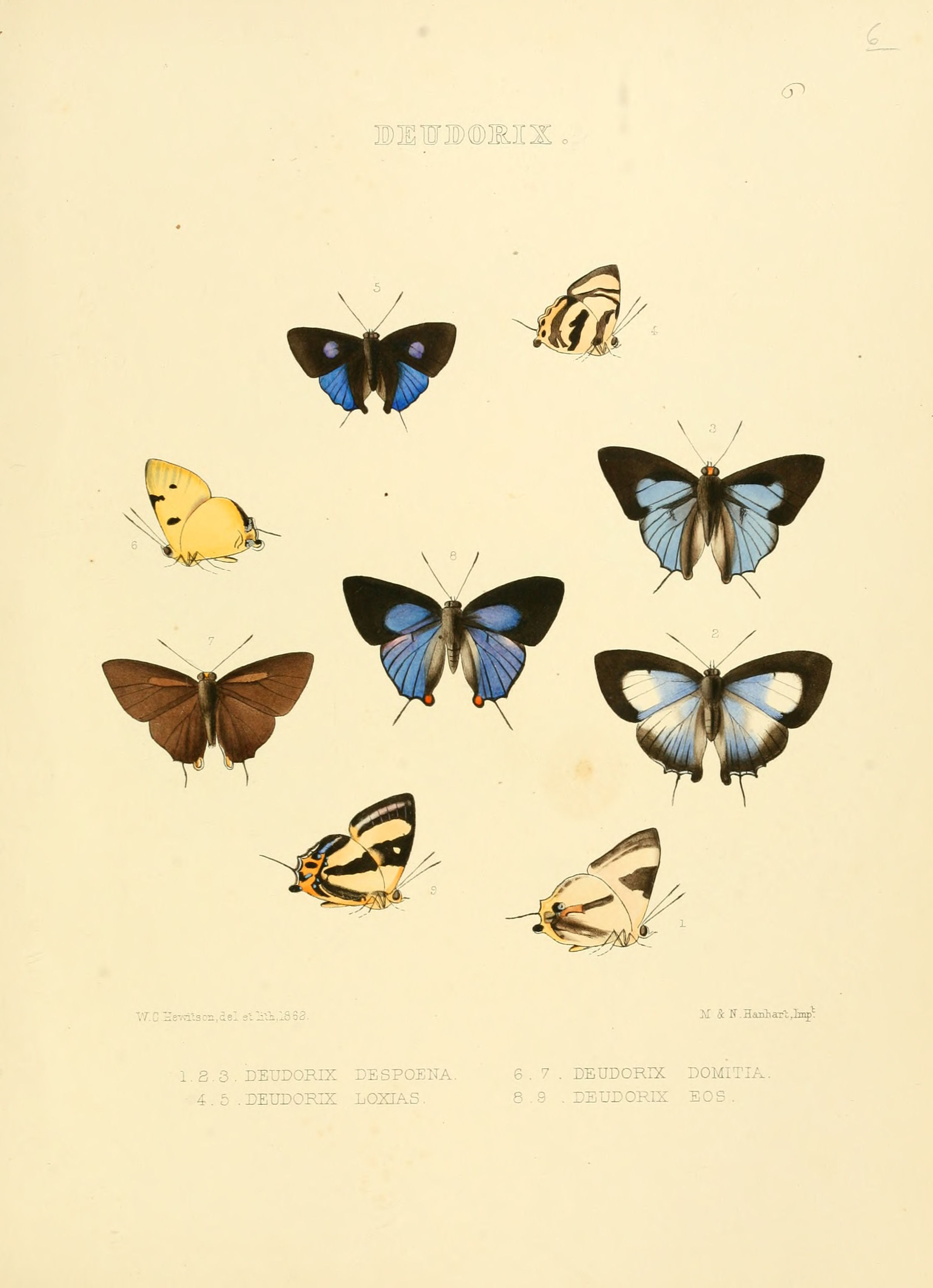